# Apollo e Dafne (Bernini)
L'Apollo e Dafne è un gruppo scultoreo realizzato dal famoso artista Gian Lorenzo Bernini tra il 1623 e il 1625 ed esposto nella Galleria Borghese di Roma.

## Storia

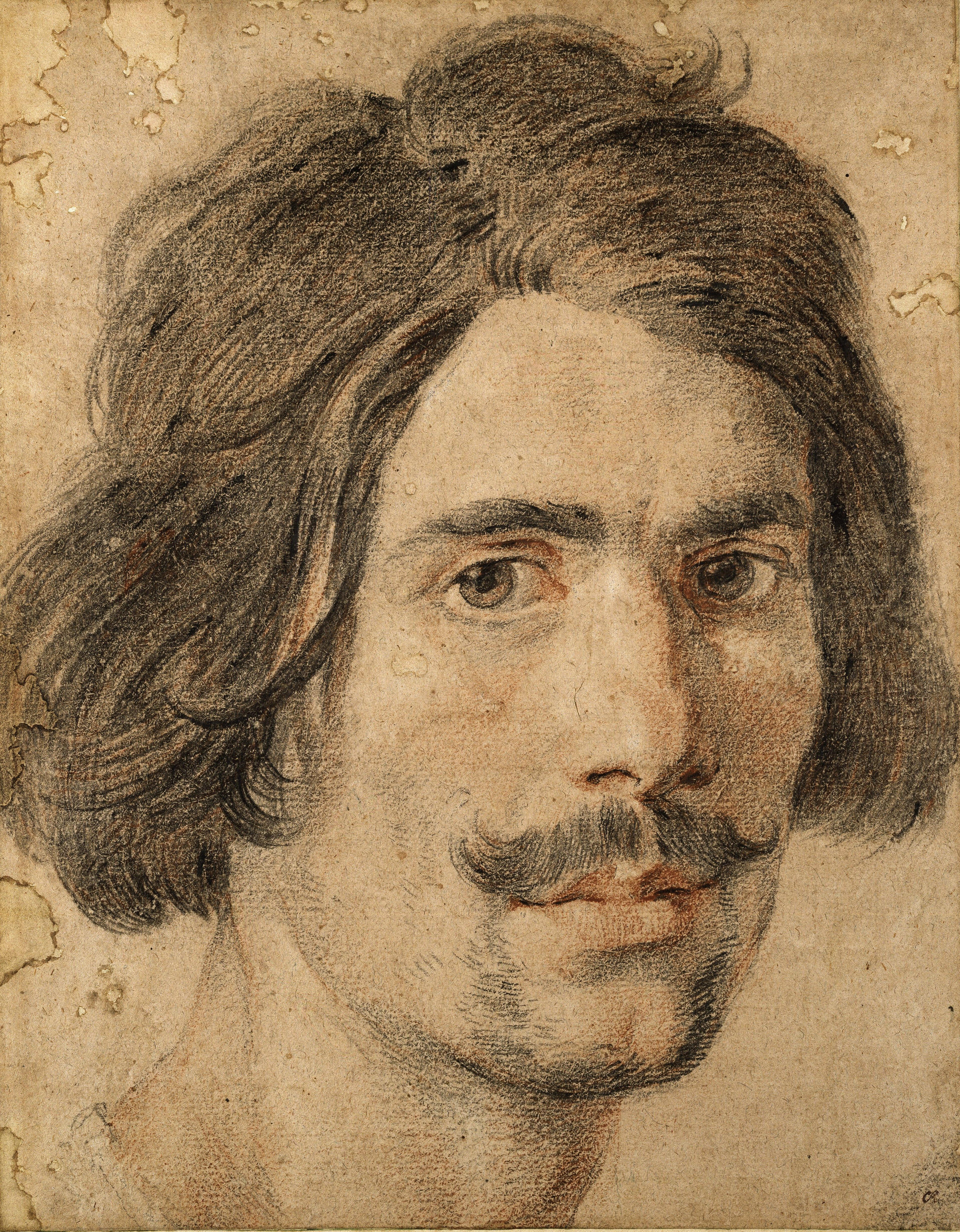
Gian Lorenzo Bernini, Autoritratto, 27.5×21.5 cm, Ashmolean Museum, Oxford

Apollo e Dafne fu commissionata dal cardinale Scipione Caffarelli-Borghese allo scultore Gian Lorenzo Bernini, all'epoca poco più che ventenne. L'esecuzione fu iniziata nell'agosto del 1622, ma fu interrotta nell'estate del 1623. A giugno morì infatti il cardinale Alessandro Peretti, committente originale del David, e la commissione fu rilevata dallo stesso cardinale Borghese. Bernini si dedicò quindi alla conclusione di quell'opera.
Terminato il David nel 1624, Bernini poté riprendere il lavoro nell'aprile dello stesso anno, avvalendosi della collaborazione di uno dei componenti della sua bottega, lo scultore carrarese Giuliano Finelli, che intervenne nelle parti più delicate dell'opera, eseguendo il fogliame e le radici.
L'Apollo e Dafne venne finalmente completato nell'autunno del 1625, riscuotendo sin da subito un'accoglienza entusiastica che consacrò l'opera come uno dei capolavori più belli dell'artista.
Così come già avvenne per il Ratto di Proserpina, scultura berniniana del 1622, alla base dell'Apollo e Dafne venne apposto un cartiglio dove è riportato un distico moraleggiante di Maffeo Barberini: attribuendo un significato morale cristiano a un soggetto pagano (come quello, per l'appunto, di Apollo e Dafne) si poteva ben giustificare la presenza del gruppo scultoreo a villa Borghese. Riportiamo il distico di seguito:
fronde manus implet baccas seu carpit amaras»

### Accoglienza

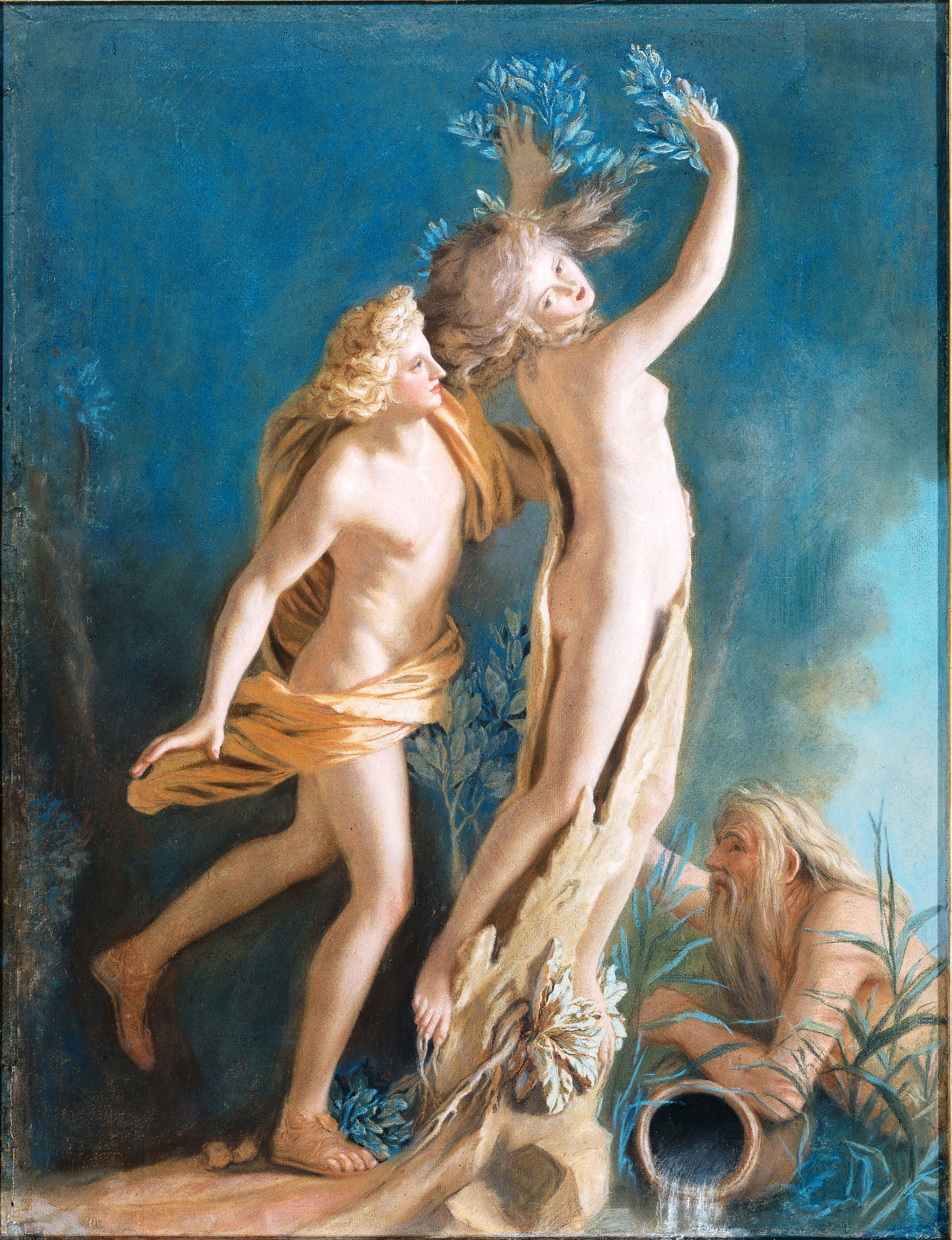
Jean-Étienne Liotard, Apollo e Dafne (1736); pastello su carta, 66.2×51.2 cm, Rijksmuseum, Amsterdam

L'Apollo e Dafne conobbe sin da subito uno sfolgorante successo. Già Pierre Cureau de la Chambre, autore della più antica biografia a stampa del Bernini, scriveva che:
La «celebre statua dell'Apollo e Dafne» è ricordata calorosamente anche nella biografia ufficiale del Bernini scritta nel 1682 da Filippo Baldinucci, ove leggiamo:
Il prestigio di cui godeva l'Apollo e Dafne non scemò neanche nella tarda maturità del Bernini: lo sappiamo grazie a Chantelou, che ci riporta che nel soggiorno in Francia del 1665 lo scultore cita il marmo almeno quattro volte (si ricordi che erano passati ben quarant'anni dalla realizzazione dell'opera). L'opera, d'altronde, ebbe una vastissima eco anche dopo la morte del Bernini. Johann Joachim Winckelmann la ritenne «tale da promettere che per merito suo la scultura avrebbe raggiunto il suo massimo splendore»: neppure Leopoldo Cicognara, fiero detrattore di quella che riteneva la «corruzione dell'epoca barocca», osò mettere in discussione l'autorità dell'Apollo e Dafne, dovendo riconoscere che:

## Materia narrativa

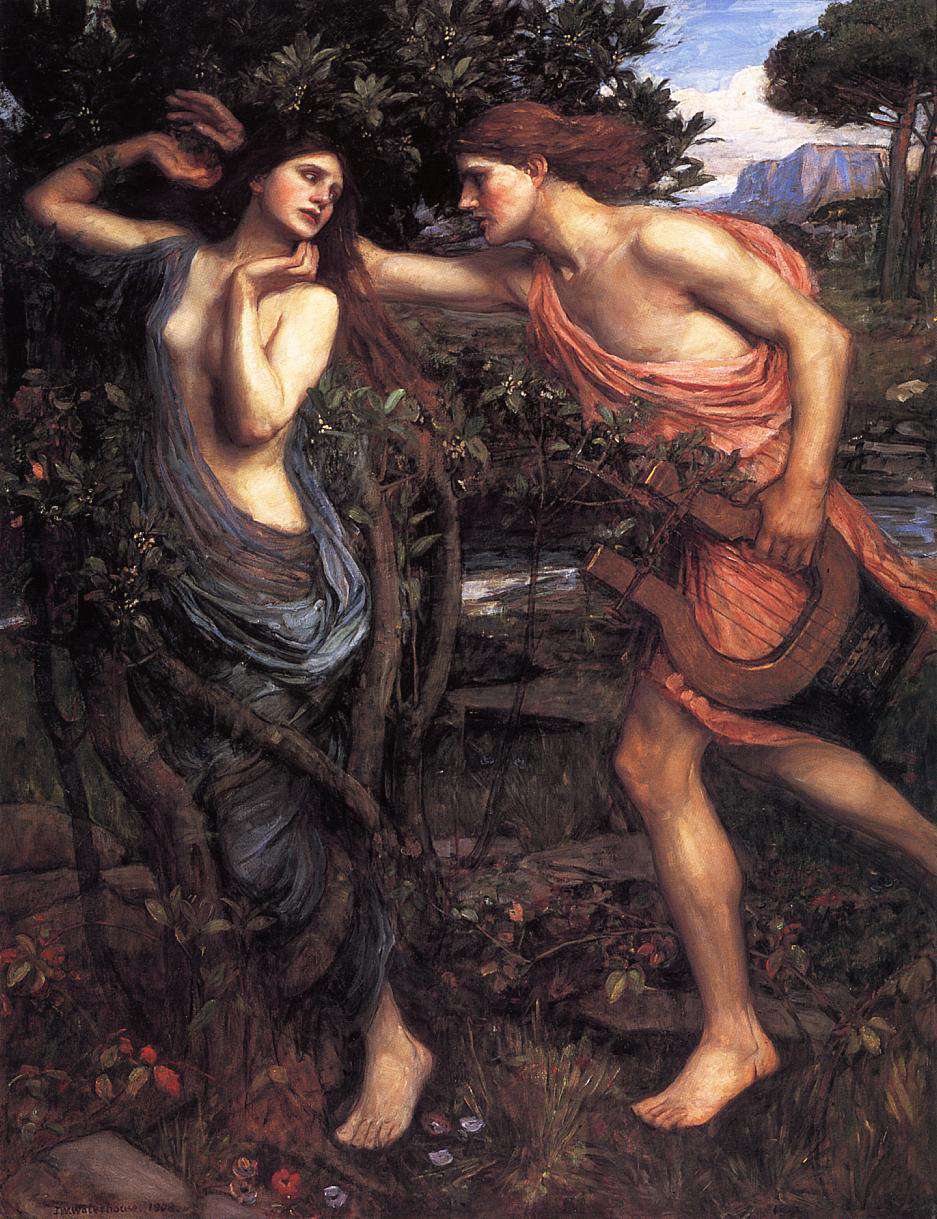
John William Waterhouse, Apollo and Daphne (1908), olio su tela

Dopo aver ucciso il serpente Pitone, Apollo (il dio greco della musicale, della bellezza e delle profezie) andò a vantarsi della propria impresa con Cupido, vedendolo armeggiare con eleganza con la sua stessa arma di successo, l'arco,  sorridendo del fatto che egli non avesse mai compiuto gesta eroiche; Cupido, in un misto di gelosia e indignazione, giurò presto vendetta. Decise pertanto di preparare due frecce, la prima appuntita e dorata, destinata a far nascere l'amore, e la seconda di piombo e spuntata, che faceva nascere odio e disprezzo.
Cupido scoccò la freccia d'oro verso Apollo e quella di piombo verso la ninfa Dafne, figlia del dio del fiume Peneo. Ne conseguì che appena Apollo vide Dafne, se ne invaghì perdutamente: Dafne, tuttavia, appena vide il giovane dio iniziò a fuggire impaurita, per effetto della freccia di piombo di Cupido, Apollo iniziò a inseguirla, ma era più veloce della sventurata ninfa che, in procinto di essere stuprata, una volta giunta presso il fiume Peneo rivolse una disperata preghiera al padre, chiedendo di essere trasformata in un'altra forma per sottrarsi alla violenza del dio. La sua richiesta venne accolta e fu così che Peneo, per evitare il rapporto forzato, trasformò Dafne in un albero d'alloro, che da quel momento diventerà sacro per Apollo.
Questo è in breve l'episodio, tratto dalle Metamorfosi di Ovidio (I, 450-567), che Bernini rappresenta fedelmente proprio nel momento della trasformazione della ninfa in pianta.

## Descrizione
La scena rappresenta un tentativo di avvicinamento, ed è spettacolare e terribile al tempo stesso. Apollo è colto nell'istante in cui sta terminando la sua corsa, resa con un dinamismo sino ad allora sconosciuto alla tradizione scultorea; nel marmo, infatti, il dio è appena riuscito a raggiungere Dafne, e la sfiora leggermente con la mano sinistra, forse con l'intento di ghermirla. Apollo, il cui corpo è trattato mettendo anatomicamente in evidenza i muscoli e i tendini tesi per lo sforzo, incede poggiando tutto il peso sul piede destro, saldamente ancorato al suolo, mentre la gamba sinistra è sollevata in alto. Il mantello gli sta scivolando via ed è gonfiato dal vento alle sue spalle; i capelli, organizzati in chiome ondulate e come annodate, sono mossi all'indietro per via dell'impeto della corsa e il suo sguardo presenta una vitalità erompente, suggerita dallo spessore delle palpebre, dall'iride incavato e dalla pupilla in rilievo (che, in questo modo, è l'unica ad essere colpita dalla luce).

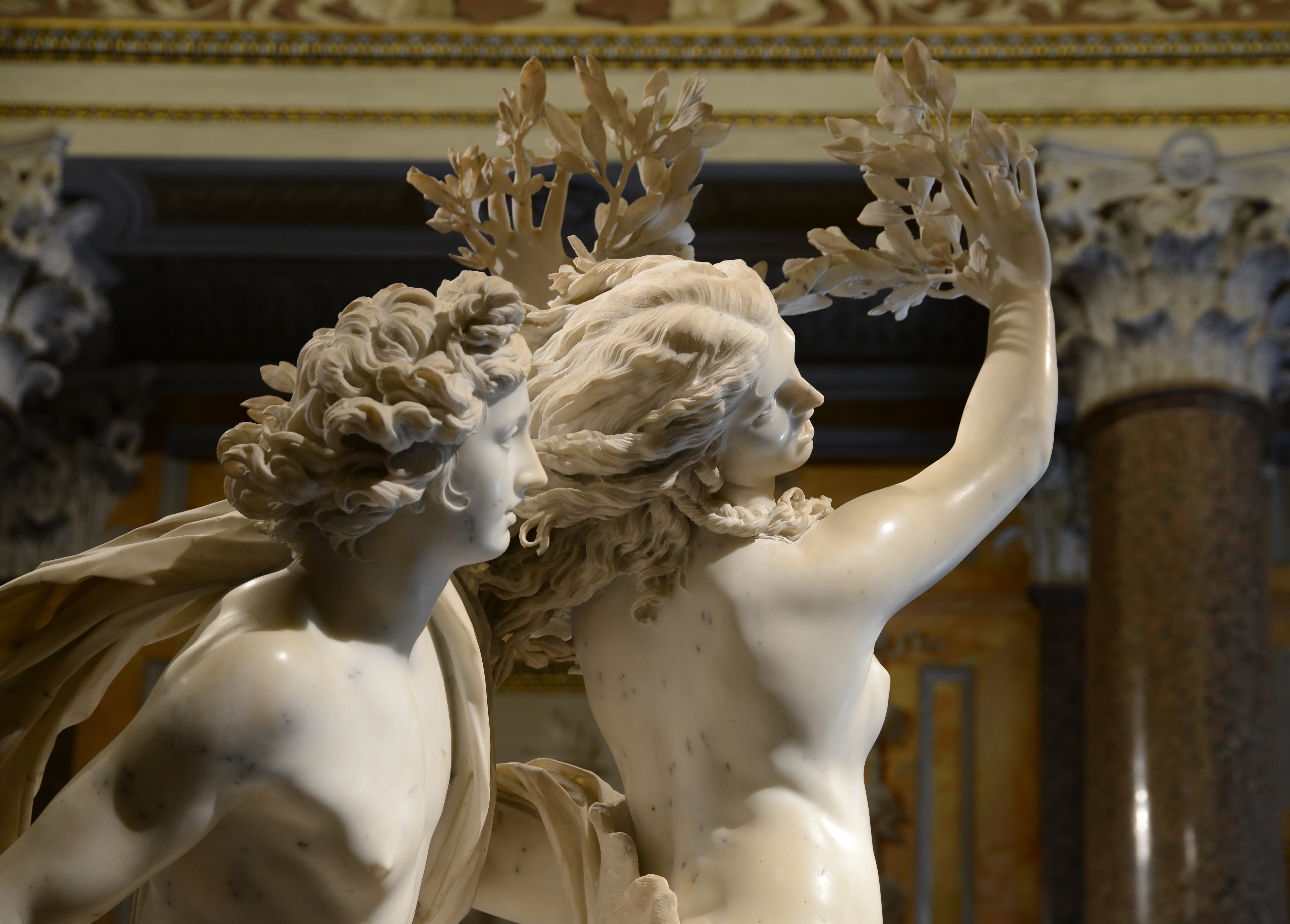
I volti di Apollo e Dafne visti di lato.

La ninfa Dafne, per sottrarsi al rapporto forzato, ostenta la sua nudità contro il suo volere, e lotta per la sua verginità: per sfuggire alla violenza di Apollo, infatti, la ninfa frena all'improvviso e inarca il busto verso avanti, così da controbilanciare la spinta del dio e proseguire la fuga. La parte inferiore del busto di Dafne, tuttavia, non risponde più alla sua volontà. La metamorfosi, infatti, è appena iniziata: il piede sinistro ha già perso ogni aspetto umano, divenendo radice, e altrettanto sta avvenendo al destro, che la sventurata ninfa tenta invano di sollevare ma che è invece ancorato al suolo da alcune appendici cilindriche che crescono dalle unghie e che formeranno in seguito l'apparato radicale della pianta di alloro. Per il medesimo processo, la corteccia sta progressivamente avvolgendo il suo leggiadro corpo, mentre le sue mani, rivolte al cielo con i palmi aperti, stanno già diventando ramoscelli d'alloro. Il volto di Dafne, caratterizzato dalle labbra semiaperte, rivela emozioni contrastanti: terrore, per esser stata appena raggiunta da Apollo, ma anche sollievo, perché è consapevole della metamorfosi appena iniziata e che, pertanto, il padre Peneo è riuscito a esaudire il suo desiderio. Lo sguardo di Apollo, invece, manifesta una dolente, stupefatta delusione.
Il pathos della scena è enfatizzato non solo dal dinamismo sia fisico che psicologico di Apollo e Dafne, ma anche dall'alternanza di pieni e vuoti, dai giochi di luce e di ombra, e dall'attenzione alla resa delle superfici diversamente trattate, così da poter imitare nella stessa materia marmorea la scabrosità della corteccia, la consistenza rocciosa del terreno, la morbidezza del volto di Dafne e l'aspra freschezza del fogliame. Notevole anche il perfetto equilibrio delle parti dell'opera, che si estendono nello spazio senza compromettere l'equilibrio, secondo un gioco di avvicinamenti e distacchi. È così che l'opera, impostata sui due archi descritti da Apollo e Dafne, dà all'osservatore una sensazione di armonia, dovuta anche al confronto che Bernini effettuò con la statuaria ellenistica, soprattutto con l'Apollo del Belvedere.